# Ringsjön, Södermanland
Ringsjön är en sjö i Trosa kommun i Södermanland och ingår i Trosaån-Svärtaåns kustområde. Sjön har en area på 0,0798 kvadratkilometer och ligger 26,7 meter över havet.

## Delavrinningsområde
Ringsjön ingår i det delavrinningsområde (653244-159463) som SMHI kallar för Rinner mot Hållsviken. Medelhöjden är 23 meter över havet och ytan är 24,44 kvadratkilometer. Det finns inga avrinningsområden uppströms utan avrinningsområdet är högsta punkten. Avrinningsområdets utflöde mynnar i havet, utan att ha någon enskild mynningsplats. Avrinningsområdet består mestadels av skog (63 procent) och jordbruk (26 procent). Avrinningsområdet har 0,27 kvadratkilometer vattenytor vilket ger det en sjöprocent på 1,1 procent. Bebyggelsen i området täcker en yta av 0,28 kvadratkilometer eller 1 procent av avrinningsområdet.